# دن کیشوت (فیلم ۱۹۵۷)
«دن کیشوت» (روسی: Дон Кихот) فیلمی از گریگوری کوزینتسف محصول ۱۹۵۷ است که بر پایه اثری به همین نام از سروانتس ساخته شد.